# Station Cykarzew Stary
Station Cykarzew Stary is een spoorwegstation in de Poolse plaats Stary Cykarzew.